# Freeman (cognome)
Freeman è un cognome di lingua inglese.

## Etimologia
Freeman significa letteralmente "uomo libero", e deriva dalla condizione sociale di essere libero, per nascita o per affrancamento, dalla schiavitù o dalla servitù della gleba.

## Persone
- Martin Freeman, attore britannico
- Morgan Freeman, attore statunitense
- Paul Freeman, attore britannico